# Arhopala weelii
Arhopala weelii är en fjärilsart som beskrevs av Murinus Cornelis Piepers och Pieter Cornelius Tobias Snellen 1918. Arhopala weelii ingår i släktet Arhopala och familjen juvelvingar. Inga underarter finns listade i Catalogue of Life.

## Bildgalleri

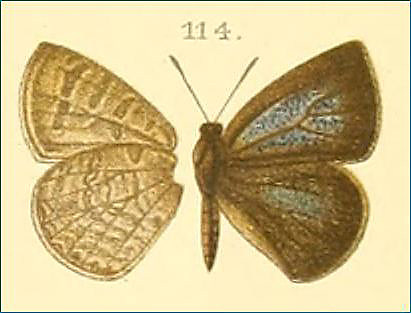